# Hoodwinked Too! Hood vs. Evil
Hoodwinked Too! Hood vs. Evil (en Hispanoamérica: Buza Caperuza 2 o La verdadera historia de Caperucita Roja 2; en España: Las nuevas aventuras de Caperucita Roja) es una película animada dirigida por Mike Disa y protagonizada con las voces de los actores Hayden Panettiere, Glenn Close y Amy Poehler, y es la secuela de la película Hoodwinked! (2005).

## Argumento
Algún tiempo después de los eventos de la película anterior,Caperucita Roja (Hayden Panettiere) la protagonista, entrena en la hermandad de las caperuzas (sister hood) y ahora debe trabajar en equipo con el Lobo (Patrick Warburton), debe investigar la misteriosa desaparición de Hansel y Gretel (Bill Hader y Amy Poehler). Inicialmente iba a ser estrenada en enero de 2010, por disputas legales se retrasó, y finalmente tiene fecha de estreno para el 29 de abril de 2011.

## Reparto
- Hayden Panettiere como Roja Pocket (sustituyendo a  Anne Hathaway).
- Andy Dick como Boingo el conejo.
- Glenn Close como Abuela Pocket.
- Patrick Warburton como Lobo.
- Cory Edwards como Twitchy la ardilla.
- Martin Short como Kirk Kirkendall (sustituyendo a Jim Belushi).
- Debra Wilson como  Iana.
- David Ogden Stiers como Flippers Girón.
- Bill Hader y Amy Poehler como Hansel y Gretel.
- Benjy Gaither como Japeth la Cabra.
- Joan Cusack como la Bruja.
- Brad Garrett como el Gigante.
- Wayne Newton como James "Jimmy" Ten Strings.
- David Alan Grier como el Troll.
- Jeremy Konner como Ernesto.
- Lance Holt como Klaus.

- Glenn Close, Patrick Warburton, David Ogden Stiers, Benjy Gaither y Andy Dick repiten todos después de la primera película.

## Curiosidades
- Cuando están interrogando a Boingo el Conejo, Twitchy toma un libro y Boingo responde: ¡Ya nadie lee los libros! Son mejores las películas, incluso si son SECUELAS.
- En la batalla final contra Hansel y Gretel, el Lobo le da a Twitchy un café que hace referencia a Starbucks, ya que el logo del envase es casi idéntico.